# Konceptaklum

Konceptaklum morszczynu pęcherzykowatego

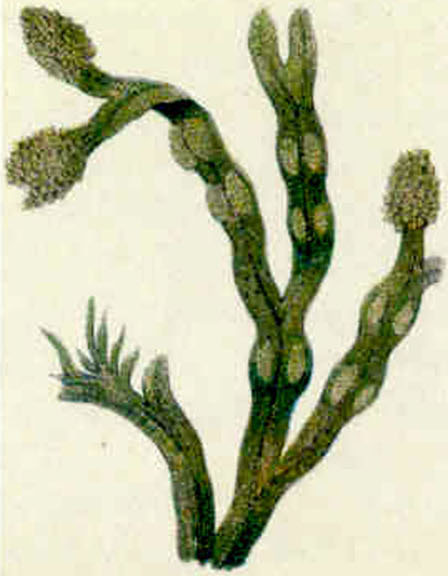
Morszczyn pęcherzykowaty z konceptaklami na szczytach plechy

Konceptaklum (l.mn. konceptakle) – dzbankowate zagłębienie w plesze makroglonów, w którym znajdują się plemnie, lęgnie i wstawki. U glonów dwupiennych na jednym osobniku w konceptaklach znajdują się gametangia tylko jednej płci, u jednopiennych – jedne i drugie. Zwykle konceptaklami określa się takie twory u brunatnic z rzędu morszczynowców, jednak czasem nazwy tej używa się też wobec analogicznych tworów zawierających tetrasporangia u krasnorostów. U morszczynów konceptakle są gęsto upakowane na szczycie fylloidu, który jest corocznie zrzucany.